# Alfred Hegar
Ernst Ludwig Alfred Hegar – Alfred Hegar – (født 6. januar 1830 i Darmstadt, død 5. august 1914), var en tysk gynækolog og forfatter, som er kendt for at have opfundet flere instrumenter og tekniker. Han er begravet i Breisgau
Alfred Hegar er søn af Johann August Hegar (1794-1882), en praktiserende læge. Alfred Hegar studerede medicin i Giessen, Heidelberg, Berlin og Wien og blev færdiguddannet læge i 1852 med afhandlingen "Ueber die Ausscheidung der Chlorverbindungen durch den Harn". Efter studierne arbejdede han en kort overgang som militærkirurg i den tyske hær, for derefter at vende tilbage til hans hjemby Darmstadt hvor han åbnede en privatpraksis.
Fra starten af 1860erne begyndte han at koncentrere sig om obstetrik og graviditet og skrev flere bøger om emnet. Specielt hans studier om tidlige aborter sikrede ham berømmelse. I 1864 blev han professor i gynækologi og obstetrik ved Albert-Ludwigs universitetet i Freiburg hvor han overtog lederstolen fra Otto Spiegelberg (1830-1881) – en position han beholdte i over 40 år. Da en ny universitetsklinik, Universitäts-Frauenklinik, åbnede i 1868 i Freiburg blev Hegar dens første chef.
I 1879 indførte han brugen af Hegarstift til udvidelse af livmoderhalsen. Senere beskæftigede han sig med æggestokkens funktion i den kvindelige krop. Han var også pioner inden for brugen af antiseptiske principper.
I 1898 grundlage han tidsskriftet " Beiträge zur Geburthilfe und Gynäkologie" og var dets første redaktør.
Alfred Hegar var også tilhænger af eugenik og blev i 1905 æresmedlem af Det tyske selskab for racehygiejne.
Alfred Hegar gik på pension i 1904 og døde ti år senere i 1914. Hans søn Karl Hegar (1873-1952) ledede fra 1903 til 1938 den gynækologiske fakultet på St. Josefskrankenhauses i Freiburg.

## Udvalgte værker
- Alfred Hegar: Ueber die Ausscheidung der Chlorverbindungen durch den Harn. Gießen 1852, Dissertation.
- Alfred Hegar: Die Pathologie und Therapie der Placentarrentention. Berlin 1862.
- Alfred Hegar: Die Sterblichkeit wahrend Schwangerschaft, Geburt & Wochenbett unter Privatverhaltnissen. Freiburg im Breisgau 1868.
- Alfred Hegar, Rudolf Kaltenbach: Operative Gynäkologie. 1874. (2. Auflage: Die operative Gynäkologie mit Einschluss der gynäkologischen Untersuchungslehre. Enke, Stuttgart 1881.)
- Alfred Hegar: Ignaz Philipp Semmelweis. Sein Leben und Seine Lehre. Freiburg im Breisgau 1882.
- Alfred Hegar: Der Zusammenhang der Geschlechtskrankheiten mit Nervosen Leiden und die Castration bei Neurosen. Stuttgart 1885.
- Alfred Hegar: Die Entstehung, Diagnose und chirurgische Behandlung der Genitaltuberculose des Weibes. Enke, Stuttgart 1886.
- Alfred Hegar: Der Geschlechtstrieb. Eine social-medicinische Studie. Stuttgart 1894.